# 小行星2819
小行星2819（2819 Ensor）是一颗绕太阳运转的小行星，为主小行星带小行星。该小行星于1933年10月发现。
該小行星以比利時畫家詹姆斯·恩索爾命名。

## 轨道参数
小行星2819的轨道半长轴为2.7588116 UA，离心率为0.203。